# Komunitní rada Brooklynu 11
Komunitní rada Brooklynu 11 (Brooklyn Community Board 11) je komunitní rada v Brooklynu v New Yorku.
Zahrnuje části Bath Beach, Gravesend, Mapleton a Bensonhurst. Ohraničuje ji na západě Bay 8th Street a 14. ulice, na severu 61. ulice, na východě MacDonald Avenue a na jihu Avenue U a Gravesend Bay. Předsedou (2007) je William Guarinello a správcem Howard Feuer. Má rozlohu 3,9 km² av roce 2000 zde žilo 172 129 obyvatel.